# 東京工業大学
東京工業大学（とうきょうこうぎょうだいがく、英語: Tokyo Institute of Technology）は、 東京都目黒区に本部を置いていた日本の国立大学である。略称は東工大（とうこうだい）、Tokyo Tech。
2024年に名称を東京科学大学に変更し、東京医科歯科大学を統合した。
戦前の旧制時代からの歴史を持つ旧官立大学の一校であり、文部科学省が実施しているスーパーグローバル大学事業のトップ型指定校、ならびに指定国立大学法人に指定されていた。

## 概観

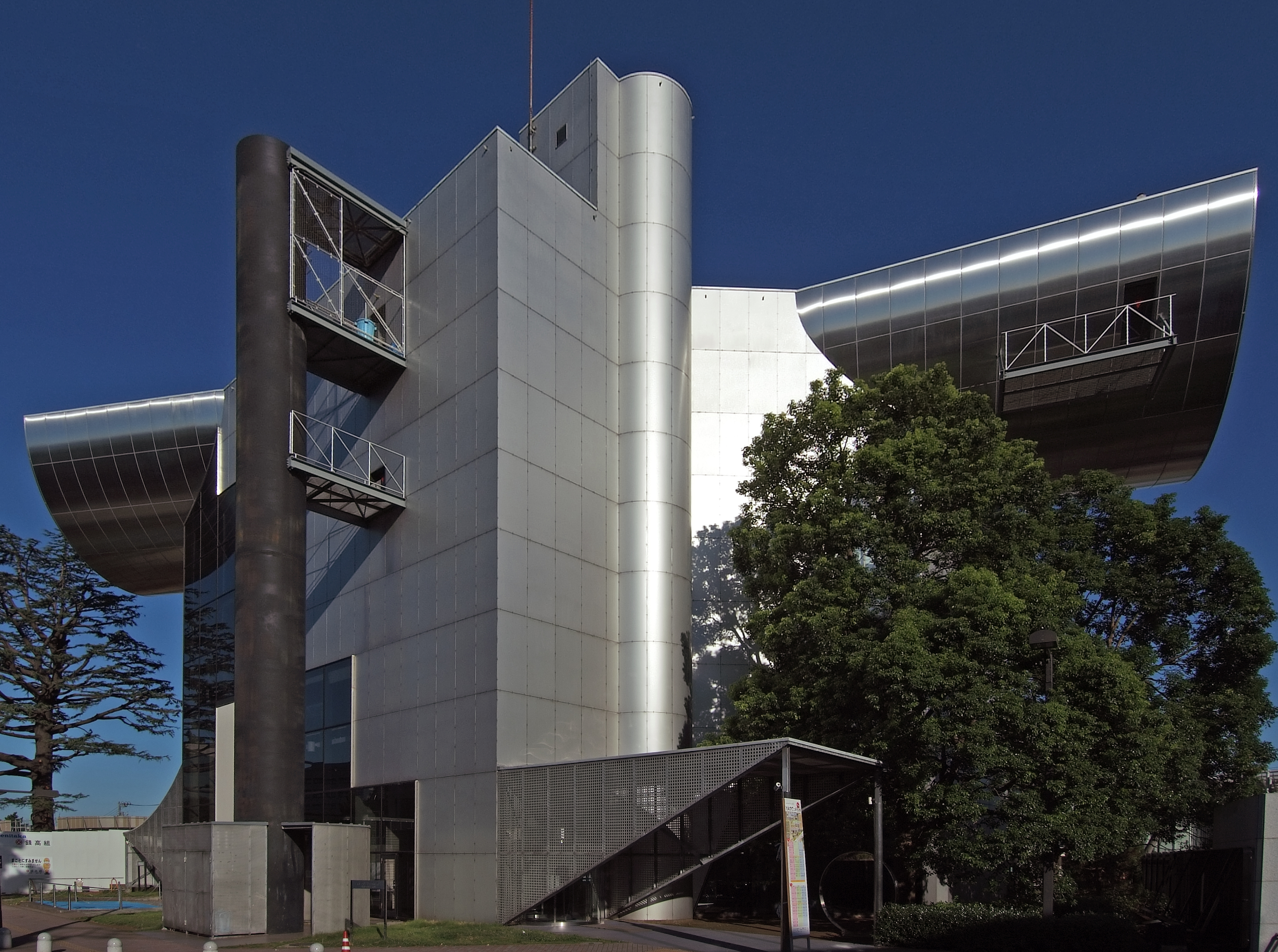
東京工業大学百年記念館

### 大学全体
- 工業立国を模索する明治政府が、専門技術の素養を備えた優れた職工長・工業教員の養成を目的に設立した、学制下での最初の工業教育機関である東京職工学校を母体とする。
- 現在は、伝統的な理学系、工学系に加え、情報系、バイオ系、社会・経営系をカバーする、理工系総合大学となっている。
- 2012年に文部科学省の世界トップレベル国際研究拠点形成促進プログラムによりELSI（東京工業大学地球生命研究所）が発足するなど、各学問領域において研究が進められている。
- 2000年にノーベル化学賞を受賞した白川英樹工学博士は卒業生、2016年にノーベル生理学・医学賞を受賞した大隅良典も本大学の教授である。
- 理工系が主体だが、人文・社会系においてもリベラルアーツ研究教育院を中心に研究・教育が行われる。長らく教鞭をとった著名な学者に文芸評論家の江藤淳（名誉教授）や社会学者の橋爪大三郎（名誉教授）がいる。哲学者の鶴見俊輔も助教授として数年間在籍していた。池上彰やパトリック・ハーランなどのタレント講師も教鞭をとっている。
- 2022年8月に、東京医科歯科大学と統合する方針を公表し[4]、同月9日に同大学と統合に関する協議を開始した[5]。なお、東京医科歯科大学と合併する事によりh5-indexが169となり国内第2位となる。
- 2022年10月14日、東京医科歯科大学との間で統合に向けた基本合意書を締結したことを発表した[6]。実現すれば指定国立大学同士での統合は初めてとなる。国立大学であることから法律の改正が必要のため、2024年度の統合実施を予定している[7]。2023年1月19日には統合後の新大学名称を東京科学大学（とうきょうかがくだいがく、英語: Institute of Science Tokyo）とする予定であること、ならびにこれを同月中に大学設置・学校法人審議会に提出することを発表した[8]。
- 2023年12月13日に国立大学法人法の一部を改正する法律（令和5年法律第88号）が成立し、東京科学大学の設立が正式に決定した[9]。この法律と、国立大学法人法の一部を改正する法律の施行に伴う関係政令の整備及び経過措置に関する政令（令和5年政令第362号）により、東京工業大学は東京科学大学へ名称を変更。東京医科歯科大学は廃校（解散）し、一切の権利・義務は、東京科学大学（東京工業大学）へ承継する。また、文部科学大臣は、遅滞なく、その廃校（解散）の登記を登記所に嘱託しなければならない[10][11]。

### 教育および研究

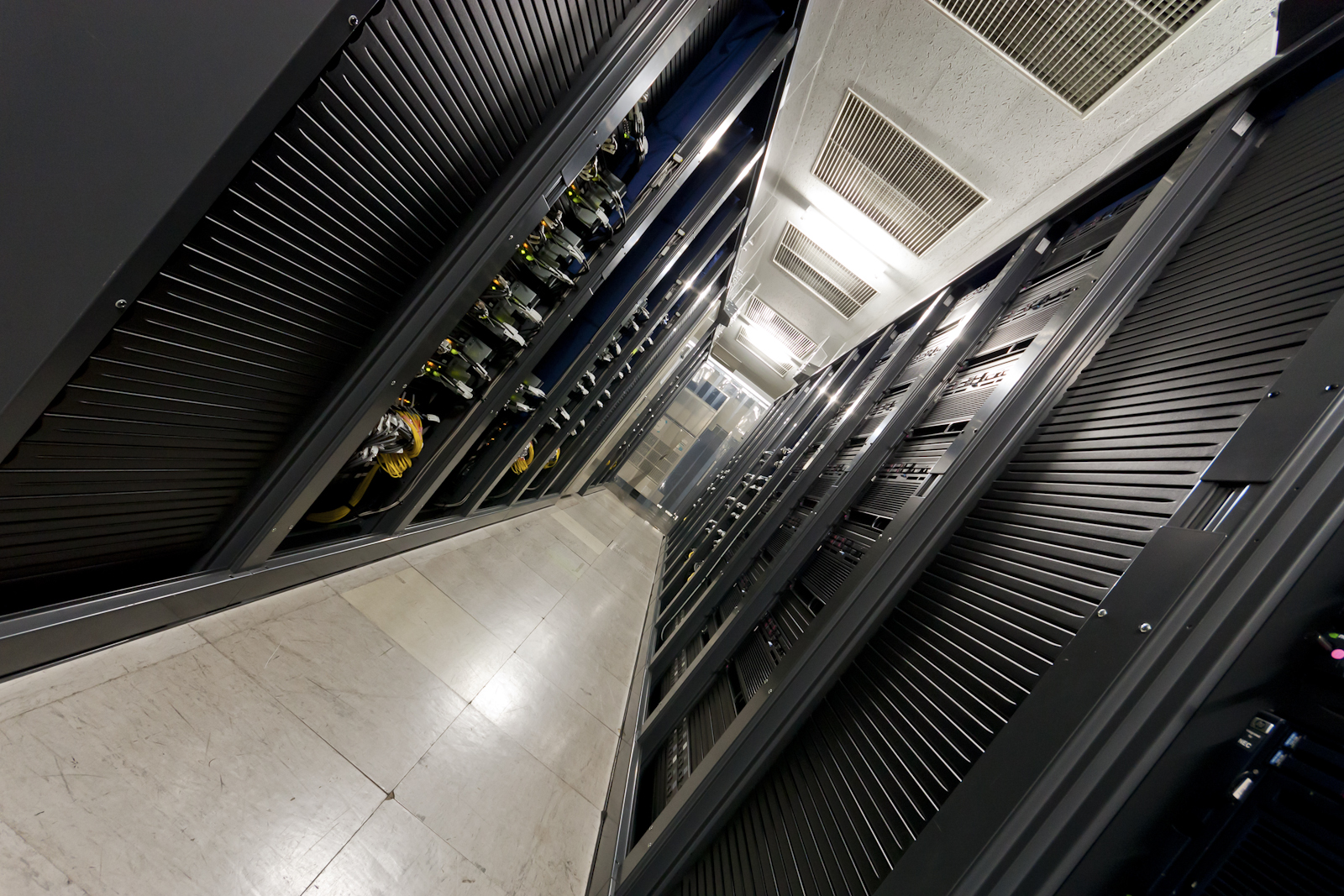
スーパーコンピュータ「TSUBAME 2.0」

- 現代社会の基盤となる技術が継続的に生み出されている。
  - テレビの発明
    - 高柳健次郎（2009年IEEEマイルストーン）

  - 磁気記憶材料フェライトの発明
    - 加藤与五郎/武井武（2009年IEEEマイルストーン）

  - ビタミンB2の合成技術の開発
  - 電気を通すプラスチックの発見
    - 2000年ノーベル化学賞

  - 光ファイバー通信技術の開発

教育面では、基礎科学を重視するとともに、文化・芸術も学習できる。
2006年4月、日本国内最速となるスーパーコンピュータ「TSUBAME」を稼働させ、教育や研究に無料ないし低い利用料で提供するとともに、日本の大学としては初めて学部学生でも研究やレポートの作成用として自由に利用できるようにした。また、このスパコンを利用した教育活用として Supercomputing Programming Contest が開催されている。
大学評価の世界的指標の一つである、クアクアレリ・シモンズによる「QS世界大学ランキング 2022」における総合評点の世界順位は、56位であった（国内大学中は第3位）。
英『タイムズ』紙系の教育専門誌『タイムズ・ハイアー・エデュケーション』によるTHE世界大学ランキングでは、毎年上位にランクされている。「2023（2022-2023年シーズン）」（2022年度）は世界ランク第301-350位、アジア同点47位、国内同点5位（名古屋大学と同順位）だった。また、タイムズ・ハイヤー・エデュケーションがベネッセと連携して日本の大学の評価を発表している『THE世界大学ランキング日本版2022』では、同点の大阪大学と競り合いながらも総合順位を同点第3位に確保した。
|            | 2014年 | 2015年  | 2016年  | 2017年  | 2018年  | 2019年  | 2020年  | 2021年度 | 2022年度 |
| ---------- | ------ | ------- | ------- | ------- | ------- | ------- | ------- | -------- | -------- |
| 世界ランク | 141    | 201-250 | 251-300 | 251-300 | 251-300 | 251-300 | 301-350 | 301-350  | 301-350  |
| アジア順位 | 13     | 16      | 28      | 28      | 28      | 28      | 33      | =39      | =47      |
| 国内順位   | 3      | 3       | 4       | 5       | 3       | 3       | 4       | =4       | =5       |

| （注記）順位の数字の前にイコール記号が付く場合は、 原典の表記の通り、同点順位であることを表す。 （2021年度分から明記） |

|            | 2004年 | 2005年 | 2006年 | 2007年 | 2008年 | 2009年 | 2010年 | 2011年 | 2012年 | 2013年 |
| ---------- | ------ | ------ | ------ | ------ | ------ | ------ | ------ | ------ | ------ | ------ |
| 世界ランク | 51     | 99     | 118    | 90     | 61     | 55     | 112    | 108    | 128    | 125    |
| アジア順位 | 9      | 16     | 16     | 13     | 11     | 11     | 14     | 10     | 13     | 13     |
| 国内順位   | 3      | 3      | 4      | 4      | 4      | 4      | 3      | 3      | 3      | 3      |

## 沿革

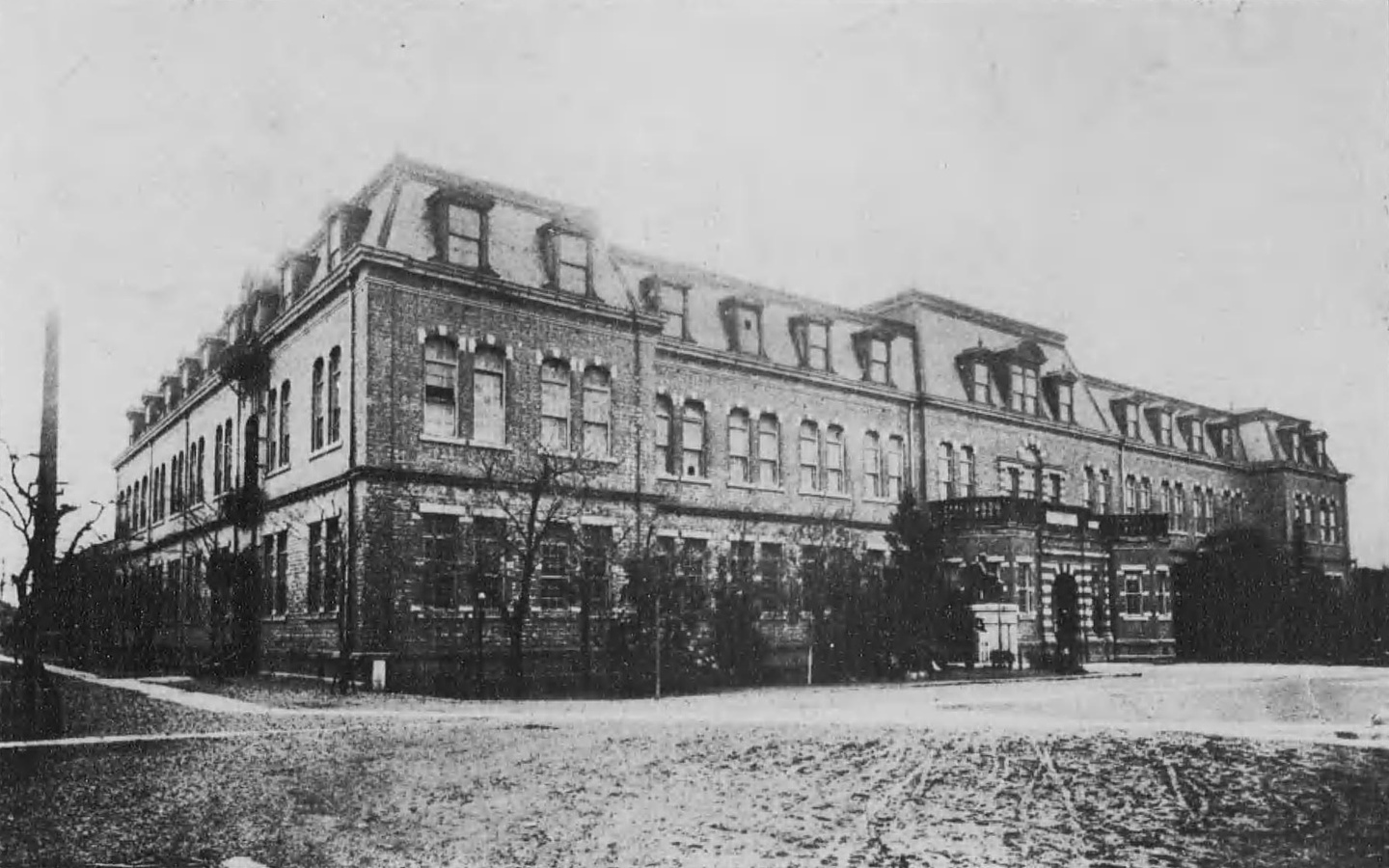
東京高等工業学校本館（1922年）

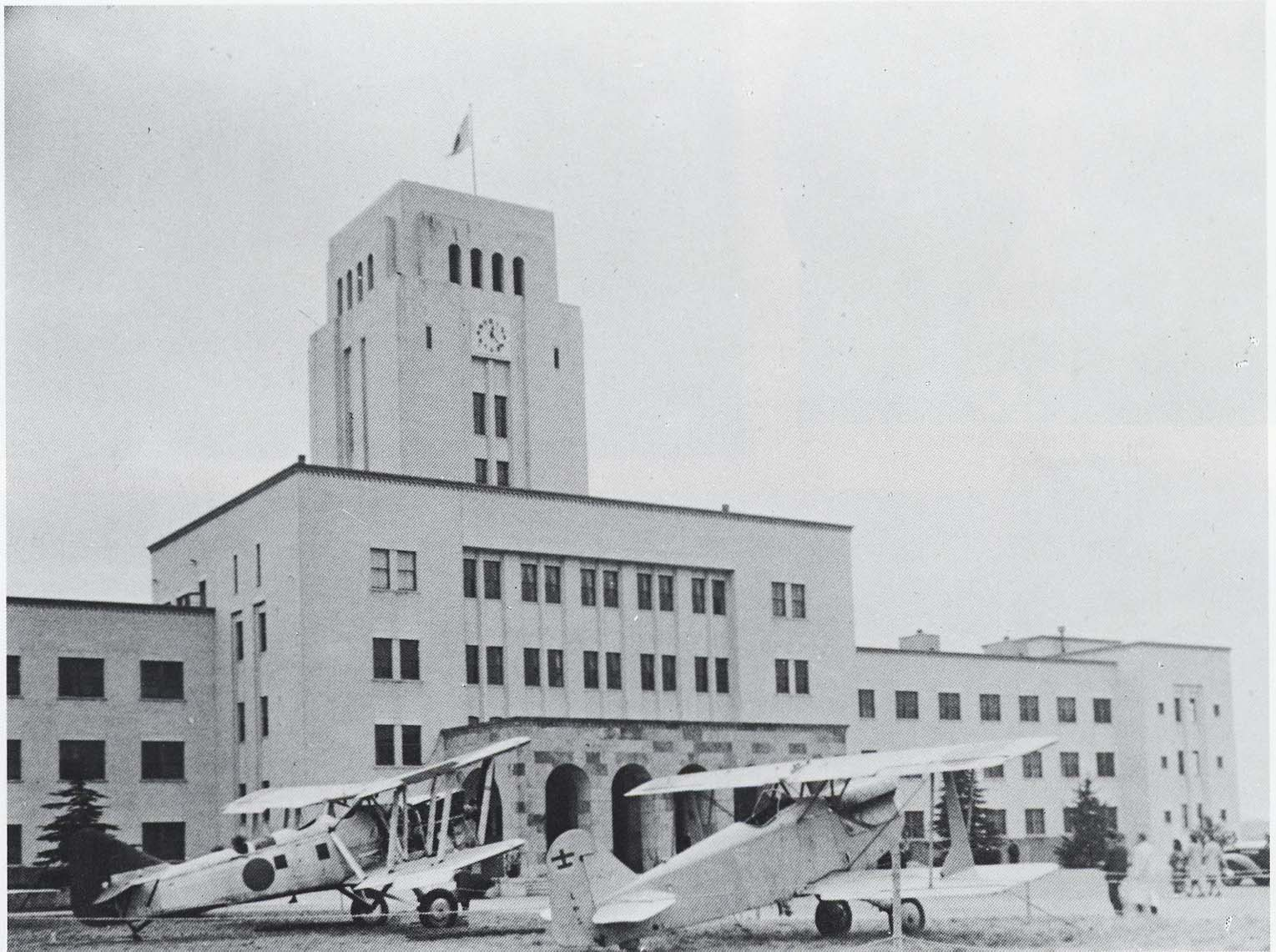
1940年（昭和15年）の本館。奥は八九式艦上攻撃機、手前は九二式戦闘機。

（沿革節の主要な出典は公式サイト）

### 略歴
創立年は、東京職工学校が設立された1881年（明治14年）とされている。さらに源流を遡れば、1874年（明治7年）にゴットフリード・ワグネルの進言によって東京開成学校の中に設置された「製作学教場」に行き着く。
東京職工学校は1881年（明治14年）5月26日に創設され、1882年（明治15年）6月10日文部省より東京市浅草区蔵前東片町に浅草文庫の建屋を交付され、校舎新築の工事を起こした。明治初期の工業教育機関は、工部大学校（東京大学工学部の前身）と東京職工学校の2校だけであった。前者がイギリス人をスタッフに迎え、鉱山・土木・電信など国土経営に関する指導者養成を目指したのに対し、後者は英独仏の大陸欧州諸国の技術教育に関する調査に基づき、手島精一ら日本人によって構想され、製造現場および工業教育の指導者養成を目的として、化学工芸科および機械工芸科の2科で発足した。
その後、学科課程の分化拡充を経て、東京高等工業学校となり、その所在地から長く「蔵前」と称された。1923年、関東大震災により壊滅的被害を受けたのを機に市外の東京府荏原郡碑衾村大岡山に移転。1929年の旧官立大学昇格時には、工学系8学科に加え理学系4教室を設置した。旅順工科大学、大阪工業大学と共に「旧三工大」の一つとされた。太平洋戦争後の1949年、新制大学へ移行。戦後も拡充を続け、2004年に国立大学法人となった。2018年に指定国立大学法人となる。

### 年表

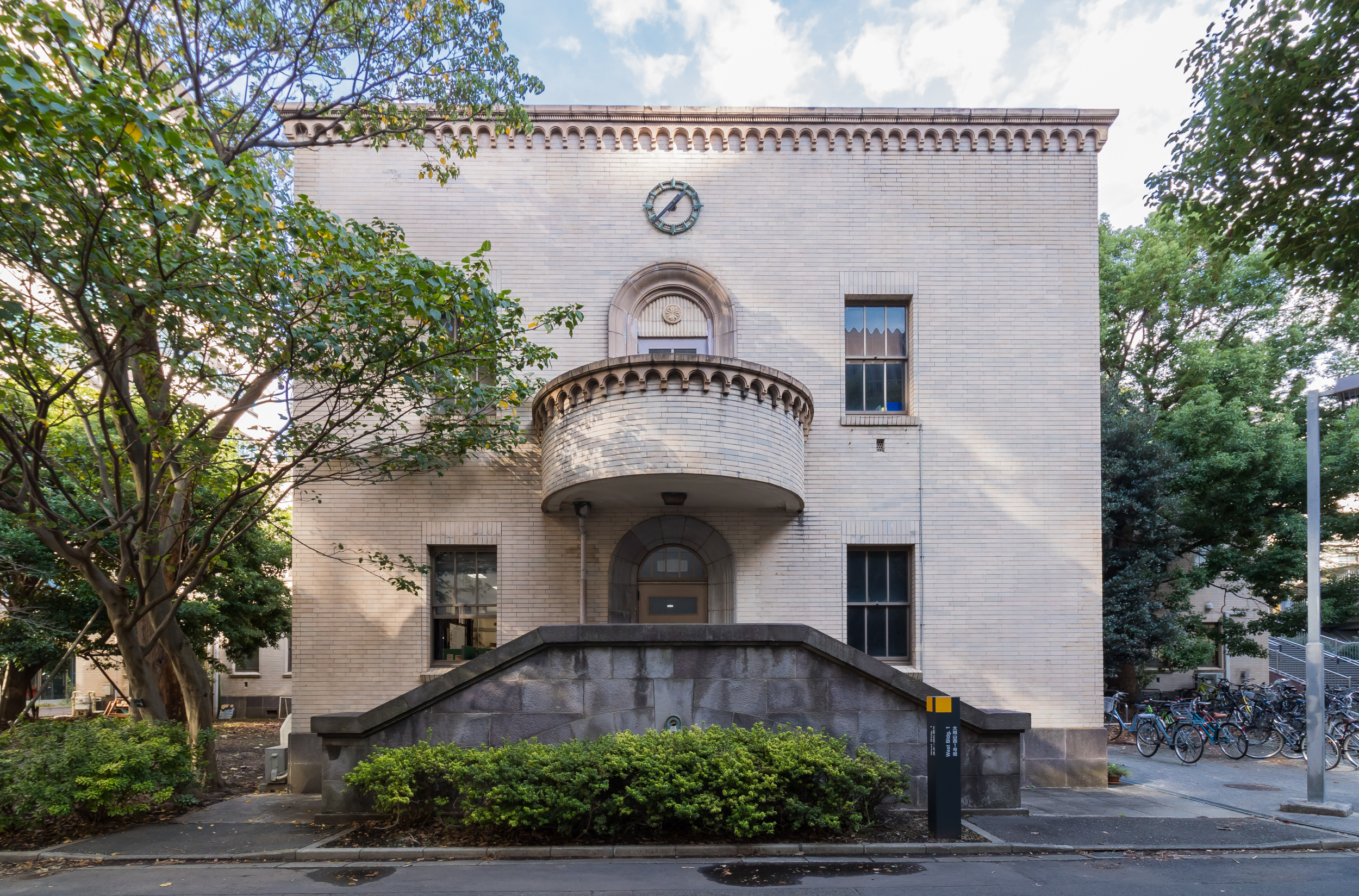
分析化学教室（1931年）、現・西1号館：登録有形文化財

- 1881年（明治14年）5月：東京職工学校設立[20]
  - 予科および本科を設置、本科に化学工芸科と機械工芸科を設置
- 1890年（明治23年）3月：東京工業学校と改称
  - 化学工芸部（染織工科、陶器玻璃工科、応用化学科）、機械工芸部（機械科、電気工業科）に改組
- 1894年（明治27年）6月：工業教員養成所（1902年附設工業教員養成所へ移行）を設置
- 1896年（明治29年）5月：規制改正を実施
  - 染織工科（色染分科、機織分科）、窯業科、応用化学科、機械科、電気科（電気機械分科、電気化学分科）に改組
  - 入学資格を中学校卒業程度とし、実質的な高等教育機関であることを明確にする
- 1901年（明治34年）5月：東京高等工業学校[注 1]と改称
  - 前後して、工業図案科 (1900-1914[注 2])、前田松韻を招聘して建築科 (1902.12[注 3]-) を新設
- 1919年（大正8年）1月：蔵前工業会臨時総会で大学昇格を決議、2月に日本工業倶楽部も建議書を政府に提出
- 1923年（大正12年）3月：大学昇格が正式決定するも、9月に関東大震災に罹災、実現延期を余儀なくされる
- 1924年（大正13年）4月：校舎を大岡山へ移転（現在の大岡山キャンパス）
- 1929年（昭和4年）4月：東京工業大学（旧制）へ昇格
  - 染料化学、紡織学、窯業学、応用化学、電気化学、機械工学、電気工学、建築学の8学科を設置
  - 数学、物理学、物理化学、分析化学の4教室を設置
  - 高等工業レベルの特設予科を設置（1932年附属予備部と改称）、高等工業在学生は、附属工学専門部および附属工業教員養成所に移行（いずれも1931年廃止）
- 1931年（昭和6年）9月：西1号館竣工
- 1934年（昭和9年）8月：大学本館竣工
- 1942年（昭和17年）5月：附属高等工業教員養成所を設置
  - この間、化学工学 (1940-)、金属工学 (1941-) の2学科を新設
  - また、無機化学 (1930-)、有機化学 (1930-)、工業経済 (1935-) 等の教室を新設
- 1943年10月：特別研究生制度実施
- 1945年8月：太平洋戦争終結
  - 戦時下には、航空機工学科 (1939 - 1945)、燃料工学科 (1941-1945) を設置
  - また、附属工業専門部を設置（1944 -, 1948廃止）
- 1946年（昭和21年）2月：和田小六学長の下『東京工業大学刷新要綱』を策定し先駆的な大学改革を実施[21]
  - 細分化した教員組織を、理学系・応用化学系・応用物理系・建築系・経営系に再編し、セクショナリズムを是正
  - 学科制からコース別学習課程に改め、修学の自由度を向上
  - 教養科目の充実と「クサビ型」カリキュラム[注 4]の形成
- 1949年（昭和24年）5月：新制大学へ移行
  - 工学部を設置
  - 附属予備部および附属高等工業教員養成所を吸収
- 1953年（昭和28年）4月：大学院工学研究科を設置
- 1955年（昭和30年）7月：工学部を理工学部に改称
  - 数学、物理学、化学、化学工学、機械工学、電気工学、金属工学、繊維工学、建築学、経営工学の10学科を設置
- 1956年（昭和31年）4月：大学院工学研究科を理工学研究科と改称、原子核工学専攻新設
- 1967年（昭和42年）6月：理工学部を理学部と工学部に分割
  - この間、理学系で応用物理学科 （1961 -, 1998年改組解消）、材料・化学工学系で4学科、機械系3学科、電気電子系2学科、および土木工学科 (1964 - )、社会工学科 (1966 - ) を新設
  - この後、理学部に情報科学科 (1970 - )、地球惑星科学科 (1992 - )、工学部に情報工学科 (1974 - ) 等を設置
  - また一時、工業教員養成所 (1961 - 69) を設置
- 1975年（昭和50年）4月：大学院総合理工学研究科を設置、9月長津田キャンパス（現在のすずかけ台キャンパス）開設
- 1990年（平成2年）6月：生命理工学部を設置
  - 理学部生命理学科 (1986 - )、生体機構学科 (1988 - )、工学部生物工学科 (1986 - )、生体分子工学科 (1988 - ) を振替
- 1992年（平成4年）4月：大学院生命理工学研究科を設置
- 1994年（平成6年）4月：大学院情報理工学研究科を設置
- 1996年（平成8年）4月：大学院社会理工学研究科を設置
- 2004年（平成16年）4月：国立大学法人法の規定により国立大学法人となる
- 2005年（平成17年）4月：大学院イノベーションマネジメント研究科を設置
- 2009年（平成21年）5月 :大学マネジメントセンターを設置
- 2016年（平成28年）4月：日本の大学で初めて学部と大学院を統一し、「学院」を創設
- 2018年（平成30年）3月：指定国立大学法人に指定[22][23]
- 2022年（令和4年）12月：データサイエンス・AI全学教育機構を設置[24]
- 2024年（令和6年）10月：国立大学法人東京科学大学に改称し、廃校（解散）する国立大学法人東京医科歯科大学から権利及び義務並びに業務を承継した[25][26]

### 英語名称の変遷
1929年の設立当時は、「Tokyo University of Engineering」を使用していた。2024年現在の名称である「Tokyo Institute of Technology」は、1946年から用いられた。英語名称の変更に関する正式な記録は見つかっていないが、東京工業大学資史料館は、第二次世界大戦後の1946年に文部省がGHQに提出した書類の中で、従来使用していた「Tokyo University of Engineering」に線が引かれ「Tokyo Institute of Technology」と訂正されているため、1946年に変更がなされた可能性が高いと推測している。
かつては英語略称をTokyo Institute of Technologyの頭文字を取ってTITとしていたが、その後一時期Titech(タイテック)の使用を経て現在はTokyo Techとしている。

## 基礎データ

### 所在地
- 大岡山キャンパス（東京都目黒区大岡山2丁目）

ただし、キャンパスのうちで本館を含む南半分は大田区石川町1丁目地内に位置する。
- すずかけ台キャンパス（神奈川県横浜市緑区長津田町）
- 田町キャンパス（東京都港区芝浦3丁目）

### 象徴
シンボルマーク
『ツバメと窓』。「工」の文字を窓に見立て「大」をツバメの形にデザインした。当時東京美術学校教授だった堀進二が1948年に図案化した。
スクールカラー
スクールカラーは『ロイヤルブルー■』、DICカラーガイドの641番で指定される色（系統色名：こい紫みの青）。2004年に正式に定められた。参考値であるが、RGB値で指定する場合は (R, G, B) = (0, 83, 150) である。
大学歌
現在の大学歌は1957年に制定された、三好達治作詞、諸井三郎作曲の『東京工業大学歌』で、4番からなる。祝典（入学式、卒業式）などで使用される。管弦楽団の伴奏で、混声合唱団コールクライネスにより演奏される。
東京工業大学学生歌『桜花散り敷く丘』があるが、現在ではほとんど歌われない。

## 教育および研究

### 組織
3学部、6大学院研究科を、2016年4月に6学院に再編。

#### 学院と類（2016年入学生以降）
学士課程の1年生は、大学入試出願時に選択した学院に所属する。2年目に系を選択、修士課程以降はさらにコースを選択し、専門性を深めることになる。
2019年以前の入学生は類を選択するシステムであった。
| 学院               | 類           | 系・専門職学位課程     | コース・専門職学位課程                             |
| ------------------ | ------------ | ---------------------- | -------------------------------------------------- |
| 理学院             | 第1類        | 数学系                 | 数学コース                                         |
| 理学院             | 第1類        | 物理学系               | 物理学コース                                       |
| 理学院             | 第1類        | 化学系                 | 化学コース                                         |
| 理学院             | 第1類        | 化学系                 | エネルギー・情報コース                             |
| 理学院             | 第1類        | 地球惑星科学系         | 地球惑星科学コース                                 |
| 理学院             | 第1類        | 地球惑星科学系         | 地球生命コース                                     |
| 工学院             | 第4類        | 機械系                 | 機械コース                                         |
| 工学院             | 第4類        | 機械系                 | エネルギー・情報コース                             |
| 工学院             | 第4類        | 機械系                 | エンジニアリングデザインコース                     |
| 工学院             | 第4類        | 機械系                 | ライフエンジニアリングコース                       |
| 工学院             | 第4類        | 機械系                 | 原子核工学コース                                   |
| 工学院             | 第4類・第5類 | システム制御系         | システム制御コース                                 |
| 工学院             | 第4類・第5類 | システム制御系         | エンジニアリングデザインコース                     |
| 工学院             | 第5類        | 電気電子系             | 電気電子コース                                     |
| 工学院             | 第5類        | 電気電子系             | エネルギー・情報コース                             |
| 工学院             | 第5類        | 電気電子系             | ライフエンジニアリングコース                       |
| 工学院             | 第5類        | 電気電子系             | 原子核工学コース                                   |
| 工学院             | 第5類        | 情報通信系             | 情報通信コース                                     |
| 工学院             | 第5類        | 情報通信系             | ライフエンジニアリングコース                       |
| 工学院             | 第3類・第4類 | 経営工学系             | 経営工学コース                                     |
| 工学院             | 第3類・第4類 | 経営工学系             | エンジニアリングデザインコース                     |
| 物質理工学院       | 第2類        | 材料系                 | 材料コース                                         |
| 物質理工学院       | 第2類        | 材料系                 | エネルギー・情報コース                             |
| 物質理工学院       | 第2類        | 材料系                 | ライフエンジニアリングコース                       |
| 物質理工学院       | 第2類        | 材料系                 | 原子核工学コース                                   |
| 物質理工学院       | 第3類        | 応用化学系             | 応用化学コース                                     |
| 物質理工学院       | 第3類        | 応用化学系             | エネルギー・情報コース                             |
| 物質理工学院       | 第3類        | 応用化学系             | ライフエンジニアリングコース                       |
| 物質理工学院       | 第3類        | 応用化学系             | 原子核工学コース                                   |
| 物質理工学院       | 第3類        | 応用化学系             | 地球生命コース                                     |
| 情報理工学院       | 第1類        | 数理・計算科学系       | 数理・計算科学コース                               |
| 情報理工学院       | 第1類        | 数理・計算科学系       | 知能情報コース                                     |
| 情報理工学院       | 第5類        | 情報工学系             | 情報工学コース                                     |
| 情報理工学院       | 第5類        | 情報工学系             | 知能情報コース                                     |
| 情報理工学院       | 第5類        | 情報工学系             | エネルギー・情報コース                             |
| 情報理工学院       | 第5類        | 情報工学系             | ライフエンジニアリングコース                       |
| 生命理工学院       | 第7類        | 生命理工学系           | 生命理工学コース                                   |
| 生命理工学院       | 第7類        | 生命理工学系           | ライフエンジニアリングコース                       |
| 生命理工学院       | 第7類        | 生命理工学系           | 地球生命コース                                     |
| 環境・社会理工学院 | 第6類        | 建築学系               | 建築学コース                                       |
| 環境・社会理工学院 | 第6類        | 建築学系               | エンジニアリングデザインコース                     |
| 環境・社会理工学院 | 第6類        | 建築学系               | 都市・環境学コース                                 |
| 環境・社会理工学院 | 第6類        | 土木・環境工学系       | 土木工学コース                                     |
| 環境・社会理工学院 | 第6類        | 土木・環境工学系       | エンジニアリングデザインコース                     |
| 環境・社会理工学院 | 第6類        | 土木・環境工学系       | 都市・環境学コース                                 |
| 環境・社会理工学院 | 第4類・第6類 | 融合理工学系           | 地球環境共創コース                                 |
| 環境・社会理工学院 | 第4類・第6類 | 融合理工学系           | エネルギー・情報コース                             |
| 環境・社会理工学院 | 第4類・第6類 | 融合理工学系           | エンジニアリングデザインコース                     |
| 環境・社会理工学院 | 第4類・第6類 | 融合理工学系           | 原子核工学コース                                   |
| 環境・社会理工学院 |              | 社会・人間科学系       | 社会・人間科学コース（修士課程・博士後期課程のみ） |
| 環境・社会理工学院 |              | イノベーション科学系   | イノベーション科学コース（博士後期課程のみ）       |
| 環境・社会理工学院 |              | 技術経営専門職学位課程 | 技術経営専門職学位課程                             |

#### 学部と類（2015年入学生まで）
学部1年生は、大学入試出願時に選択した類に所属する。2年次から、1年次の成績順に希望する学科に振り分けられる。研究室配属は4年生からである。
| 学部         | 類                  | 学科                 | コース         |
| ------------ | ------------------- | -------------------- | -------------- |
| 理学部       | 第1類（理学系）     | 数学科               |                |
| 理学部       | 第1類（理学系）     | 物理学科             |                |
| 理学部       | 第1類（理学系）     | 化学科               |                |
| 理学部       | 第1類（理学系）     | 情報科学科           |                |
| 理学部       | 第1類（理学系）     | 地球惑星科学科       |                |
| 工学部       | 第2類（材料系）     | 金属工学科           |                |
| 工学部       | 第2類（材料系）     | 有機材料工学科       |                |
| 工学部       | 第2類（材料系）     | 無機材料工学科       |                |
| 工学部       | 第3類（応用化学系） | 化学工学科           | 化学工学コース |
| 工学部       | 第3類（応用化学系） | 化学工学科           | 応用化学コース |
| 工学部       | 第3類（応用化学系） | 高分子工学科         |                |
| 工学部       | 第3類（応用化学系） | 経営システム工学科   |                |
| 工学部       | 第4類（機械系）     | 機械科学科           |                |
| 工学部       | 第4類（機械系）     | 機械知能システム学科 |                |
| 工学部       | 第4類（機械系）     | 機械宇宙学科         |                |
| 工学部       | 第4類（機械系）     | 国際開発工学科       |                |
| 工学部       | 第4類（機械系）     | 制御システム工学科   |                |
| 工学部       | 第5類（電気電子系） | 電気電子工学科       |                |
| 工学部       | 第5類（電気電子系） | 情報工学科           |                |
| 工学部       | 第6類（建設系）     | 土木・環境工学科     |                |
| 工学部       | 第6類（建設系）     | 建築学科             |                |
| 工学部       | 第6類（建設系）     | 社会工学科（注1）    |                |
| 生命理工学部 | 第7類（バイオ系）   | 生命科学科（注2）    | 分子生命コース |
| 生命理工学部 | 第7類（バイオ系）   | 生命科学科（注2）    | 生体機構コース |
| 生命理工学部 | 第7類（バイオ系）   | 生命科学科（注2）    | 生命情報コース |
| 生命理工学部 | 第7類（バイオ系）   | 生命工学科（注2）    | 生命情報コース |
| 生命理工学部 | 第7類（バイオ系）   | 生命工学科（注2）    | 生物工学コース |
| 生命理工学部 | 第7類（バイオ系）   | 生命工学科（注2）    | 生体分子コース |

（注1）第1類を除く各類からも若干名ずつ進級できる。
（注2）コースに分かれるのは3年次から。

#### 研究科（2015年入学生まで）
- 理工学研究科[注 28]（修士課程・博士後期課程）
  - 数学専攻[注 29]
  - 基礎物理学専攻[注 30]
  - 物性物理学専攻[注 31]
  - 化学専攻[注 32]
  - 地球惑星科学専攻[注 33]
  - 物質科学専攻[注 34]
  - 材料工学専攻[注 35]
  - 有機・高分子物質専攻[注 36]
  - 応用化学専攻[注 37]
  - 化学工学専攻[注 38]
  - 機械物理工学専攻[注 39]
  - 機械制御システム専攻[注 40]
  - 機械宇宙システム専攻[注 41]
  - 電気電子工学専攻[注 42]
  - 電子物理工学専攻[注 43]
  - 通信情報工学専攻[注 44]
  - 土木工学専攻[注 45]
  - 建築学専攻[注 46]
  - 国際開発工学専攻[注 47]
  - 原子核工学専攻[注 48]

- 生命理工学研究科（修士課程・博士後期課程）
  - 分子生命科学専攻[注 49]
  - 生体システム専攻[注 50]
  - 生命情報専攻[注 51]
  - 生物プロセス専攻[注 52]
  - 生体分子機能工学専攻[注 53]

- 総合理工学研究科[注 54]（修士課程・博士後期課程）
  - 物質科学創造専攻[注 55]
  - 物質電子化学専攻[注 56]
  - 材料物理科学専攻[注 57]
  - 環境理工学創造専攻[注 58]
  - 人間環境システム専攻[注 59]
  - 創造エネルギー専攻[注 60]
  - 化学環境学専攻[注 61]
  - 物理電子システム創造専攻[注 62]
  - メカノマイクロ工学専攻[注 63]
  - 知能システム科学専攻[注 64]
  - 物理情報システム専攻[注 65]

- 情報理工学研究科（修士課程・博士後期課程）
  - 数理・計算科学専攻[注 66]
  - 計算工学専攻[注 67]
  - 情報環境学専攻[注 68]

- 社会理工学研究科[注 69]（修士課程・博士後期課程）
  - 人間行動システム専攻[注 70]
  - 価値システム専攻[注 71]
  - 経営工学専攻[注 72]
  - 社会工学専攻[注 73]

- イノベーションマネジメント研究科
  - 技術経営専攻[注 74]（専門職学位課程：修士）
  - イノベーション専攻[注 75]（博士後期課程）

#### 附属機関（教育研究施設）
- 学院研究センター
  - 理学院
    - 火山流体研究センター
    - 理財科学研究センター

  - 環境・社会理工学院
    - 教育施設環境研究センター（RCFEF）
- リベラルアーツ研究教育院
- 科学技術創成研究院
  - 未来産業技術研究所（FIRST）
  - フロンティア材料研究所（MSL）
  - 化学生命科学研究所（CLS）
  - ゼロカーボンエネルギー研究所（ZC）←先導原子力研究所（LANE）からの改組[30]
  - 先進エネルギー国際研究センター（AES）
  - 社会情報流通基盤研究センター（ASIST）
- 研究拠点組織
  - 地球生命研究所（ELSI）
  - 元素戦略研究センター（MCES）
  - 『以心電心』ハピネス共創研究推進機構（HAPIC）
- 附属科学技術高等学校
国立大学附属唯一の科学技術高等学校として、先進的な教育を実践している。現在は、田町キャンパスに立地するが、キャンパス再編に伴い、2026年4月に大岡山キャンパス（緑が丘地区）へ新校舎を建設し移転予定[31]。
- 附属図書館
文部科学省から理工学系外国雑誌センター館の指定を受けている。2008年5月時点、1万9000種を超える雑誌、77万冊を超える図書を収集しているほか、1998年度からは電子図書館サービスを開始、約7600種の電子ジャーナルを契約している。図書館機能の高度化と耐震補強の目的から、2009年6月に新図書館の建設が始まり、2011年2月に竣工した。2011年5月から、新図書館への図書の移転作業のため旧図書館が閉館したことに伴い、2・3階の学習棟（通称：チーズケーキ）が先行オープンした。また、同年7月に新図書館への完全移行が完了し、新図書館が開館した。すずかけ台分館がある。新しい附属図書館（通称：チーズケーキ）
- 共通教育組織
  - イノベーション人材養成機構（IIDP）
  - リーダーシップ教育院（ToTAL）
  - 物質・情報卓越教育院（TAC-MI）

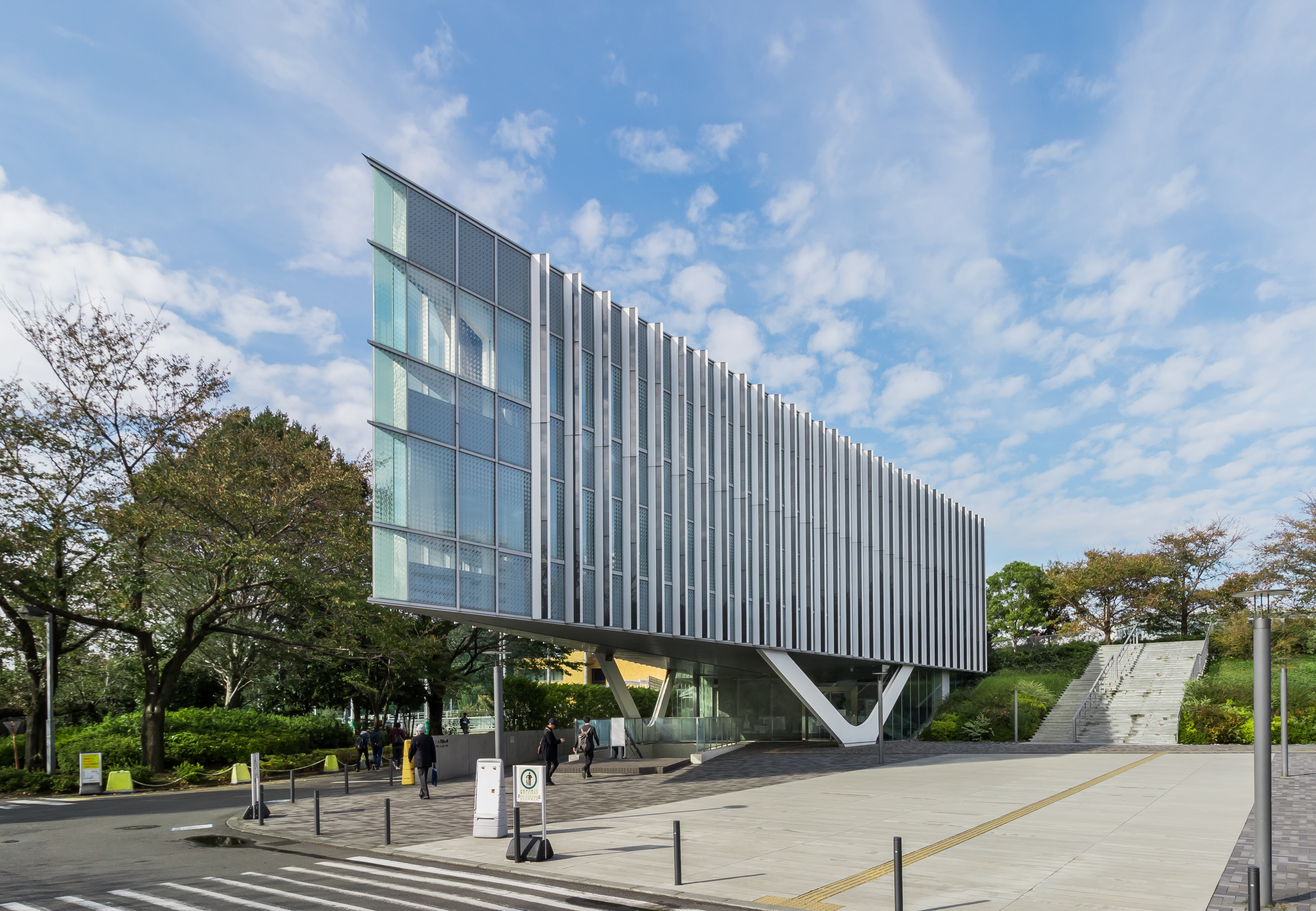
新しい附属図書館（通称：チーズケーキ）

  - 超スマート社会卓越教育院（WISE-SSS）
  - 国際教育推進機構
  - 社会人アカデミー
- 共通支援組織
  - 保健管理センター
  - 学生支援センター
  - ものつくり教育研究支援センター
  - 教育革新センター
  - 学術国際情報センター
  - バイオ研究基盤支援総合センター
  - 放射線総合センター
  - 極低温研究支援センター
  - 博物館
  - Hisao & Hiroko Taki Plaza

### 研究

#### 21世紀COEプログラム
21世紀COEプログラムの採択数は12件だった。
| 採択年度                | 分野                         | プログラム名                             |
| ----------------------- | ---------------------------- | ---------------------------------------- |
| 平成14年度 （2002年度） | 生命科学                     | 生命工学フロンティアシステム             |
| 平成14年度 （2002年度） | 化学・材料科学               | 分子多様性の創出と機能開拓               |
| 平成14年度 （2002年度） | 化学・材料科学               | 産業化を目指したナノ材料開拓と人材育成   |
| 平成14年度 （2002年度） | 情報・電気・電子             | フォトニクスナノデバイス集積工学         |
| 平成15年度 （2003年度） | 数学・物理学・地球科学       | 量子ナノ物理学                           |
| 平成15年度 （2003年度） | 機械・土木・建築・その他工学 | 先端ロボット開発を核とした創造技術の革新 |
| 平成15年度 （2003年度） | 機械・土木・建築・その他工学 | 都市地震工学の展開と体系化               |
| 平成15年度 （2003年度） | 機械・土木・建築・その他工学 | 世界の持続的発展を支える革新的原子力     |
| 平成15年度 （2003年度） | 学際・複合・新領域           | 大規模知識資源の体系化と活用基盤構築     |
| 平成16年度 （2004年度） | 革新的な学術分野             | インスティテューショナル技術経営学       |
| 平成16年度 （2004年度） | 革新的な学術分野             | エージェントベース社会システム科学の創出 |
| 平成16年度 （2004年度） | 革新的な学術分野             | 地球：人の住む惑星ができるまで           |

#### グローバルCOEプログラム
グローバルCOEプログラムでは平成19年度から21年度まで併せて9件が採択されている。
| 採択年度                | 分野                         | プログラム名                             |
| ----------------------- | ---------------------------- | ---------------------------------------- |
| 平成19年度 （2007年度） | 生命科学                     | 生命時空間ネットワーク進化型教育研究拠点 |
| 平成19年度 （2007年度） | 化学・材料科学               | 材料イノベーションのための教育研究拠点   |
| 平成19年度 （2007年度） | 化学・材料科学               | 新たな分子化学創発を目指す教育研究拠点   |
| 平成19年度 （2007年度） | 情報・電気・電子             | 計算世界観の深化と展開                   |
| 平成19年度 （2007年度） | 情報・電気・電子             | フォトニクス集積コアエレクトロニクス     |
| 平成20年度 （2008年度） | 数学・物理学・地球科学       | ナノサイエンスを拓く量子物理学拠点       |
| 平成20年度 （2008年度） | 機械・土木・建築・その他工学 | 震災メガリスク軽減の都市地震工学国際拠点 |
| 平成20年度 （2008年度） | 学際・複合・新領域           | エネルギー学理の多元的学術融合           |
| 平成21年度 （2009年度） | 学際・複合・新領域           | 地球から地球たちへ                       |

#### 関わった研究の例
- テープレコーダー等磁性記録電子機器の基礎となったフェライトの発明（加藤与五郎、武井武）
- フェライトを使った磁気記録体の開発および日本初の磁気テープ作製（星野愷）
- 人造偏光板（偏光フィルター）の開発（星野愷）
- クォーツ時計等の基礎となった水晶振動子の発見（古賀逸策）
- 歯車工学および自動制御分野での先駆的研究（中田孝）
- 光通信技術の先駆的研究（末松安晴）
- 人工天然ゴムの合成（山崎升）
- 電気を流すことのできるプラスチック（ポリアセチレン）の発見（白川英樹）
- 面発光レーザーの発明と実現（伊賀健一）
- セメントを、黒鉛の2倍以上という高い電気伝導を示す金属状態に変える（細野秀雄）
- 鉄系高温超電導体の発見（細野秀雄）
- プルームテクトニクス理論の提唱（丸山茂徳）
- 耐震工学・免震構造（和田章）
- 量子コンピュータの基礎となる量子アニーリングの提唱（西森秀稔）

## 学生生活

### 主な部活動・クラブ活動・サークル活動
サークル連合会
公認サークルおよび同好会によってサークル連合会が組織されている。
工大祭実行委員会
略称は JIZI（ジツイ）。毎年10月に大岡山キャンパスで開催される工大祭の企画・立案および運営を行う学生組織である。
E-staff（イースタッフ）
年2回の他大学生とのパーティー (Hello Party, Christmas Party) や学内でのソフトボール大会などのイベントの企画・運営を行う。当大の生協の学生委員会。
LANDFALL編集委員会
研究室紹介冊子 LANDFALL の編集・発行を行う。当大の生協の学生委員会。
Meister（マイスター）
ものづくりサークル。毎年琵琶湖で行われる『鳥人間コンテスト選手権大会』の人力プロペラ機部門に出場する部門と、省エネルギーレース『ワールド・エコノ・ムーブ』に出場する部門がある。鳥人間コンテストでは、2015年現在、優勝5回、準優勝2回の記録を持つ。
CREATE（クリエイト）
ロケットサークル。能代宇宙イベントや伊豆大島共同打上実験で活躍。2014年8月に公認化。
コールクライネス (Chor Kleines)
当大および周辺大学の学生による混声合唱団。全日本合唱コンクールにおいては1998年度から2014年度まで17年連続して金賞を受賞している。
陸上競技部
関東学生陸上競技連盟に所属。2015年・2016年には東京箱根間往復大学駅伝競走（箱根駅伝）に関東学生連合チームのメンバーとして出場している。
端艇部
1985年に全日本準優勝（エイト）した。
サイクリング部
サイクリング部のうちサイクルサッカー班は、2007年に全日本大会で優勝、2008年に世界大会日本代表に選ばれている。
剣道部
2005年に100周年を迎えた、伝統のある部活である。
アメリカンフットボール部 BUFFALOES
関東学生アメリカンフットボール連盟一部リーグに所属する強豪である。
ラグビー部
2012年に75周年を迎え、関東大学ラグビーリーグ戦グループ3部に所属する。
ゴルフ部
2019年理工系リーグ総合3位になった。
鉄道研究部
鉄道趣味の各種活動。私鉄電車ガイドブックの編著。

### 学園祭
工大祭
大岡山キャンパスで行われる学園祭。工大祭実行委員会 (JIZI) が主導し、各サークルの催し物や模擬店が並ぶ。毎年10月に行われ、同時にオープンキャンパスも開かれる。
すずかけ祭
すずかけ台キャンパスで行われる。大学院・研究室への案内という色が強い。2003年より毎年5月に行われている。

## 大学関係者と組織

### 同窓会組織
- 社団法人蔵前工業会

全学科・全専攻にわたる同窓会団体。科学技術とそれらの教育の振興事業も行っており、経済産業省管掌の社団法人となっている。名称は旧所在地から採られたものである。

## 施設

### キャンパス
大岡山キャンパス

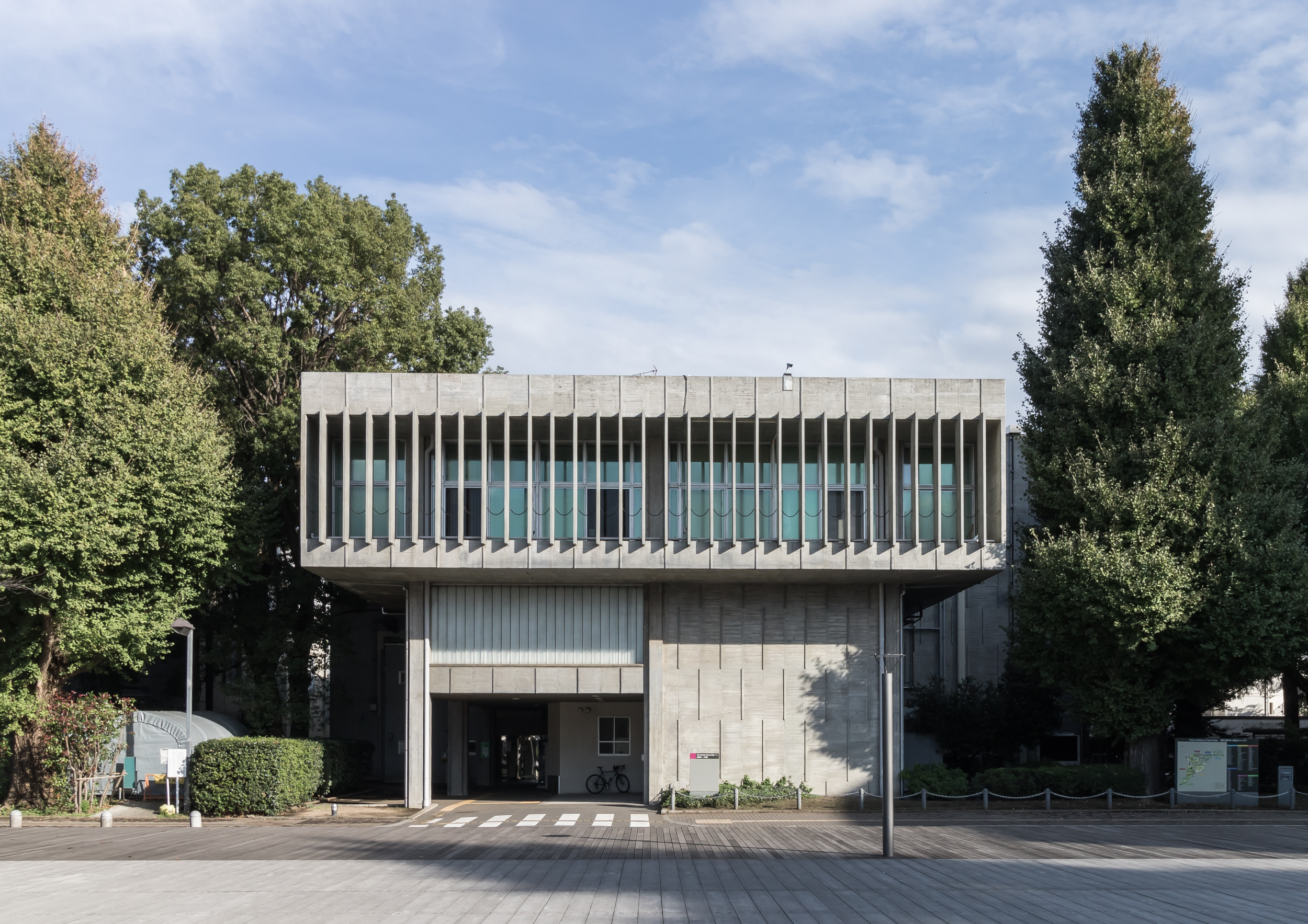
事務局1号館 清家清設計 (1967)

- 理学院、工学院、物質理工学院、情報理工学院、生命理工学院、環境・社会理工学院、リベラルアーツ研究教育院、地球生命研究所、『以心伝心』ハピネス共創研究推進機構、附属図書館、事務局、他[32]
- 大岡山駅より徒歩1分。なお石川台地区は石川台駅、大岡山北地区の大部分および緑が丘地区は緑が丘駅が最寄となる。
- 本館・西1号館・70周年記念講堂は国の登録有形文化財に登録されている[33]。

敷地面積は244,643 m2。大岡山キャンパスは、中心の大岡山地区、公道の下を通るトンネルの南側にある石川台地区（大田区）、東急線の線路を挟んで北側にある緑が丘地区の3つに大きく分けられる。正門を入ると桜並木が連なる。その正面にある本館は関東大震災の教訓から、非常に剛健な造りとなっている。体育館の裏手に位置するグラウンドは区と区の境界に当たり、バッターボックスの右が大田区、左が目黒区である。
また、学内の東急線上に架かる陸橋は東京富士見坂に指定されており、空気の澄んだ冬には富士山を見ることができる。
すずかけ台キャンパス

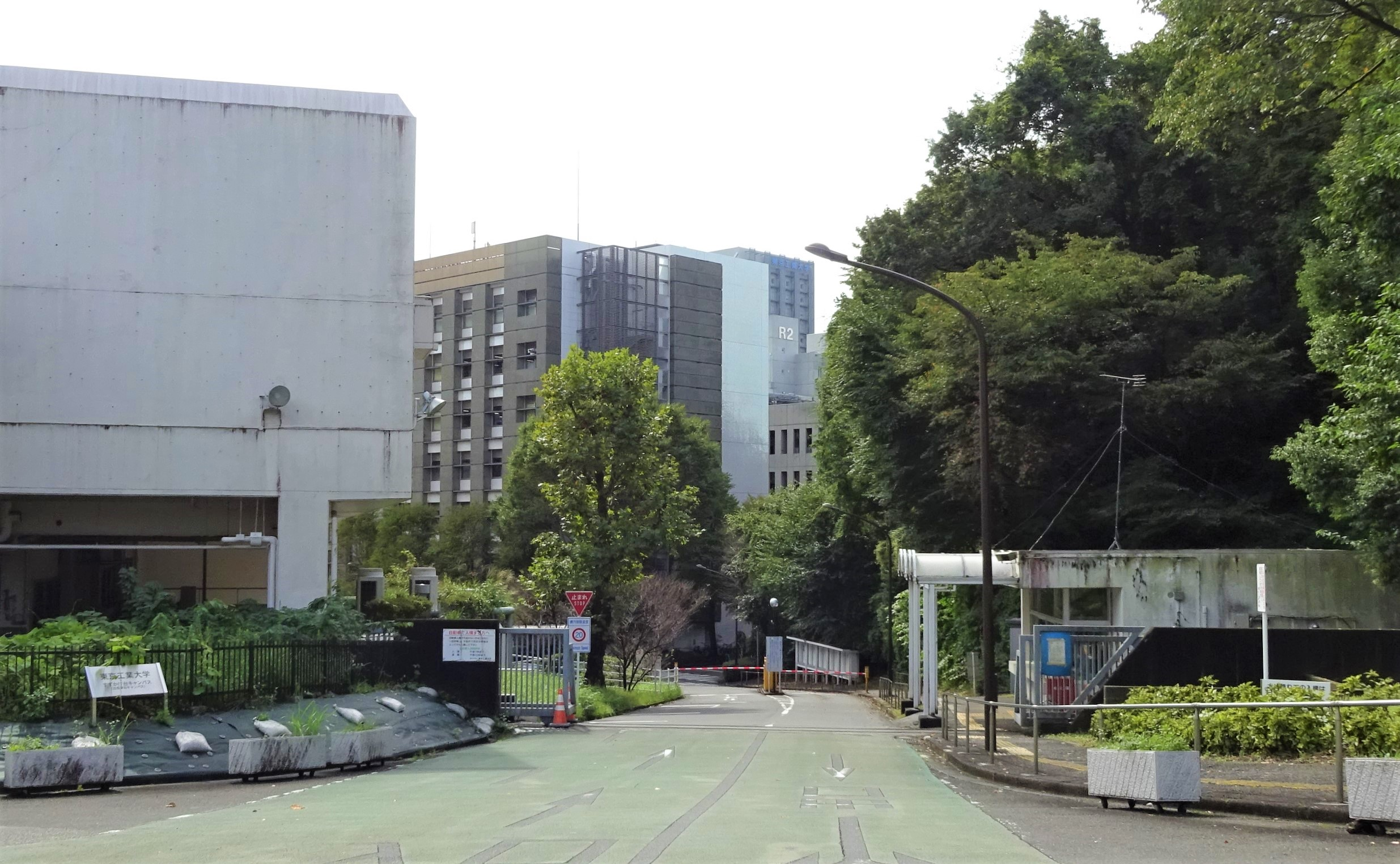
すずかけ台キャンパス入口

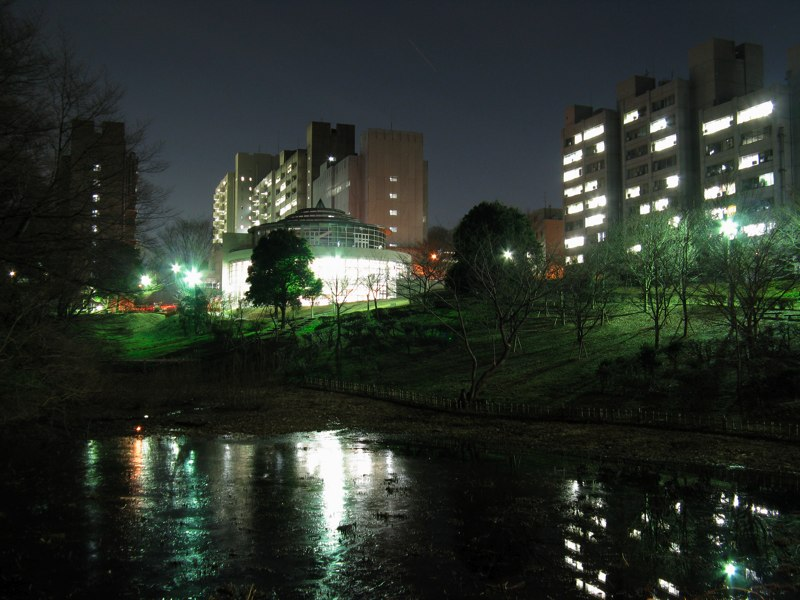
夜のすずかけ台キャンパス

- 生命理工学院、科学技術創成研究院、元素戦略研究センター、他[32]
- 未来産業技術研究所、化学生命科学研究所、フロンティア材料研究所
- すずかけ台駅より徒歩5分

敷地面積は225,244 m2。キャンパスの中心に位置する学内通称「加藤山」周辺は、学生たちの憩いの場ともなっている。
2001年5月25日に「長津田キャンパス」から現名称へ改称した。「すずかけ」の名は当大学名誉教授であった谷口修が学問と関係の深い植物ということで、プラトンが開設したアカデメイアに多く植えられていたというスズカケノキ（プラタナス）を駅名とすることを学内で提案。賛成が得られたため、大学として東京急行電鉄へ要望を実施したという経緯がある。
田町キャンパス
- 附属科学技術高等学校、環境・社会理工学院、社会人アカデミー、キャンパス・イノベーションセンター、他[32]
- 田町駅より徒歩1分。三田駅徒歩5分

敷地面積は23,223.15m2。2016年に定められた30カ年計画により再開発計画の検討が進められている。この再開発では、地上32階建て、地上24階建て、地上9階建ての3棟総延べ18万m2の高層ビルを建設し、研究スペースの拡充と産学官連携、国際化拠点を整備することが目的とされた。附属高校は2026年4月に大岡山キャンパス（緑が丘地区）へ移転することが計画されている。

## キャンパス間ネットワーク
- 大岡山キャンパスとすずかけ台キャンパスの間に、日本では最初に光ファイバーによる専用線を敷設して学内ネットワークを整備。このインフラの上にGrid型のスパコン「TSUBAME」を構築している。
- 慶應義塾大学湘南藤沢キャンパスとの間にも専用線ネットワークを敷設して、インターネット黎明期の実験運用なども行ってきた (JUNET)。なお、同時期のネットワークとしては東京理科大学が接続していた BITNET があり、こちらはIBMの専用線ネットワーク。
- インターネットの黎明期にあって、東京大学情報基盤センターや国立情報学研究所のNACSIS-CATネットワークとも専用線接続が行われており、現在のSINETなどを構築する上での貴重な経験を蓄積している。

## 対外関係

### 国内教育機関

#### 四大学連合
一橋大学、東京医科歯科大学、東京外国語大学との4大学で『四大学連合憲章』を2001年（平成13年）3月15日に締結。相互教育研究プログラムを展開している。

#### 単位互換制度
- 慶應義塾大学（副専攻制度、単位互換、学生交流）[37][38]

#### その他
- 8大学工学系研究科長懇談会
- 神奈川県内大学間学術交流協定（大学院）

### 国内自治体・機関、企業
- 東工大発ベンチャー企業を育成するため、ベンチャーキャピタル（VC）みらい創造機構と協定[39]。
- 神奈川県川崎市とイノベーションでの連携協定を2018年5月21日に締結。川崎市が東京国際空港（羽田空港）の多摩川対岸地区に設けた国際戦略拠点「キングスカイフロント」において、東工大が2018年3月に開いた「中分子IT創薬研究拠点」(MIDL) で協力する[40]。
- 日本貿易振興機構 (JETRO) との包括的連携推進協定[41]。
- 西武信用金庫との包括的連携・協力協定[42]。
- 超スマート社会推進コンソーシアム（理化学研究所、東京都大田区、ソフトバンク、日本精工など2018年10月の発足時点で外部22法人と東工大教員53人が参加）[43]
- 科学技術創成研究院として、福島県浪江町と協働する協定を締結（東日本大震災およびそれに伴う福島第一原子力発電所事故からの復興）[44]。
- 「デンソーモビリティ協働研究拠点」を共同設置[45]。

### 海外学術交流協定校
2018年9月時点
- 中華人民共和国、フランス - 各13校
- タイ王国 - 10校
- 大韓民国 - 8校
- アメリカ合衆国 - 7校
- 台湾、アメリカ合衆国 - 各6校
- ドイツ、イギリス - 各5校
- イタリア、スウェーデン、スイス - 各4校
- インドネシア、フィリピン、シンガポール、ベトナム、トルコ - 各3校
- モンゴル、カナダ、フィンランド、ベルギー - 各2校
- インド、ブラジル、デンマーク、オランダ、ノルウェー、ロシア、オーストリア、オーストラリア、エジプト - 各1校

### 部局間協定
2018年9月時点、世界35の国・地域に146機関との部局間協定に加え、1つのコンソーシアムを形成、4つの大学院協定を締結している。

## 企業からの評価

### 人事担当者からの評価
- 2021年日本経済新聞社と日経HRが実施した、「企業の人事担当者からみたイメージ調査」[46]（全上場企業と一部有力未上場企業4,850社の人事担当者を対象に、2019年4月から2021年3月までの間に採用した学生から見た大学のイメージなどを聞いた調査）において、東京工業大学は、「全国総合」で788大学[47]中、第7位[46]にランキングされた。
- 2022年日本経済新聞社と日経HRが実施した、「人事が見る大学イメージ調査」[48]（2022年2月時点の全ての上場企業と一部有力未上場企業の人事担当者を対象に、採用した学生から見た大学のイメージなどを聞いた調査）において、東京工業大学は、「関東・甲信越」で第9位[46]にランキングされた[49]。

### 出世力
- ダイヤモンド社の2006年9月23日発行のビジネス誌『週刊ダイヤモンド』94巻36号（通巻4147号）「出世できる大学」と題された特集の出世力ランキング（日本の全上場企業3,800社余の代表取締役を全調査[50][51][52]）で、東京工業大学は、2006年時点で存在する744大学[53]中、第7位[54]にランキングされた。

- 『週刊エコノミスト』（2010年8月31日号）に掲載された、「卒業生数の割に役員・管理職の人数が多い度合い」で、東京工業大学は、2010年時点で存在する全国の778大学[55]中、第39位にランキングされた[56]。